# Lactobacillus parabrevis
Lactobacillus parabrevis è una specie di batterio appartenente alla famiglia delle Lactobacillaceae.